# Malleville-sur-le-Bec
Malleville-sur-le-Bec är en kommun i departementet Eure i regionen Normandie i norra Frankrike. Kommunen ligger i kantonen Brionne som tillhör arrondissementet Bernay. År 2022 hade Malleville-sur-le-Bec 269 invånare.

## Befolkningsutveckling
Antalet invånare i kommunen Malleville-sur-le-Bec
Referens:INSEE